# UFC 217
UFC 217: Bisping vs. St. Pierre fue un evento de artes marciales mixtas organizado por Ultimate Fighting Championship que se llevó a cabo el 4 de noviembre de 2017 en el Madison Square Garden en Nueva York.

## Historia
Se espera que el evento estelar sea un combate por el Campeonato de Peso Medio de la UFC entre el actual campeón Michael Bisping y el ex bicampeón de Peso Wélter Georges St-Pierre. La pelea fue anunciada originalmente en marzo, pero sin una fecha adjunta. A medida que pasaba el tiempo, el concurso parecía derrumbarse, con el presidente de la UFC Dana White alegando que Bisping pelearía contra el campeón interino del peso medio, Robert Whittaker, y que St-Pierre lo haría contra el actual campeón de peso wélter Tyron Woodley. Cuando Woodley defendió con éxito el título contra Demian Maia en UFC 214 en julio, volvió al plan inicial, lo que St-Pierre y Bisping dijeron que querían desde el principio.
El evento coestelar contará con un combate por el Campeonato de Peso Gallo entre el campeón invicto Cody Garbrandt y T.J. Dillashaw.
Un combate por el Campeonato de Peso Paja femenino entre la actual campeona Joanna Jędrzejczyk y la #4 en el ranking Rose Namajunas se espera que sea el tercer combate titular del evento.

## Resultados
1. ↑  Por el Campeonato Peso Mediano de UFC.
2. ↑  Por el Campeonato Peso Gallo de UFC.
3. ↑  Por el Campeonato Peso Paja Femenino de UFC.

## Premios extra
Cada peleador recibió los siguientes bonos de recompensa:
- Pelea de la Noche: No acordado
- Actuación de la Noche ($50,000): Georges St-Pierre, T.J. Dillashaw y  Rose Namajunas
- Actuación de la Noche ($25,000): Ovince Saint Preux y Ricardo Ramos